# Molophilus scotoneurus
Molophilus scotoneurus är en tvåvingeart som beskrevs av Alexander 1960. Molophilus scotoneurus ingår i släktet Molophilus och familjen småharkrankar.
Artens utbredningsområde är Madagaskar. Inga underarter finns listade i Catalogue of Life.